# Sarah Graham
Sarah Jean Graham, född 1854, död 1899, Kanadensisk frälsningssoldat. Sångförfattare under sitt sista levnadsår. Hon finns representerad i Frälsningsarméns sångbok 1990 (FA).

## Psalmer
- Jag har lämnat allt för Jesus (Segertoner & flera FA)
- På sitt kors på Golgata Jesus dog för dig och mig (FA nr 733) skriven 1886.